# Мечтают ли андроиды об электроовцах?
«Мечта́ют ли андроиды об электроо́вцах?» (в поздних изданиях также известный как «Бегущий по лезвию бритвы» или «Бегущий по лезвию») или «Снятся ли андроидам электроовцы?» (англ. Do Androids Dream of Electric Sheep?) — научно-фантастический роман американского писателя Филипа Дика, предшественник киберпанка, написанный в 1968 году. В романе рассказывается история «охотника за головами» Рика Декарда, который преследует андроидов — существ, почти неотличимых от человека, объявленных вне закона на Земле. Действие происходит в отравленном радиацией и частично заброшенном Сан-Франциско будущего.
Наряду с «Человеком в высоком замке» этот роман является одним из самых известных произведений Дика. Это одно из классических фантастических произведений, в котором исследуются этические проблемы создания андроидов — искусственных людей.
По мотивам романа английский режиссёр Ридли Скотт снял в 1982 году фильм «Бегущий по лезвию». В нём роль Рика Декарда исполнил американский актёр Харрисон Форд. Сценарий фильма, написанный Хэмптоном Фанчером и Дэвидом Пиплсом, довольно сильно отличается от сюжета книги. В 2017 году вышло продолжение фильма под названием «Бегущий по лезвию 2049», действие которого разворачивается спустя тридцать лет после событий оригинального фильма. Действие компьютерной игры «Бегущий по лезвию» происходит в той же фантастической вселенной, но во многих отношениях игра ближе к роману, чем кинематографическая интерпретация.

## Сюжет

### Концепции и предыстория
Действие романа происходит в 1992 году (в более поздних редакциях — в 2021), через несколько лет после того, как Завершающая мировая война опустошила значительную часть Земли. После войны ООН стала активно пропагандировать эмиграцию во внеземные колонии, чтобы защитить человечество от пагубных эффектов радиоактивной пыли. В качестве дополнительного стимула каждому эмигранту в качестве работника-слуги предоставлялся бесплатный андроид (уничижительно называемый а́нди) любой марки, на выбор.
Люди, оставшиеся на Земле, живут в полузаброшенных городах, где радиационное заражение вызывает серьёзные заболевания и генетические отклонения. Все животные либо вымерли, либо находятся под угрозой вымирания. Поэтому обладание и уход за животным считается добродетелью, практически долгом каждого, а вид домашнего животного во многом определяет социальный статус его владельца. Торговля животными идёт по ценам, указанным в каталоге Сидни, для вымерших видов указывается цена последней проданной особи. Многие люди, которые не могут позволить себе домашнего питомца, покупают искусственное животное-робота. У главного героя, Рика Декарда, была овца, которая умерла от столбняка и была им заменена на электроовцу, чтобы создать видимость владения животным.
Андроиды используются только на планетах-колониях, но многие из них совершают побег, убив своих хозяев, и отправляются на Землю, чтобы освободиться от своего рабского положения. Андроиды — полностью биологические создания и физически почти неотличимы от людей. В связи с тем, что клетки их организма не способны делиться, андроиды живут не больше четырёх лет. Охотники за головами (англ. bounty hunters) выслеживают и «усыпляют» беглых андроидов, которые скрываются на Земле, выдавая себя за людей. У каждого усыплённого андроида берут анализ костного мозга, который позволяет определить, что это действительно был андроид, а не человек. Охотники обязаны проводить проверки, такие как придуманный в СССР тест Войта-Кампфа на эмпатию (сочувствие), чтобы отличить андроида от человека. Этот тест измеряет мозговую активность и движение глаз в ответ на эмоционально-заряженные вопросы, большинство из которых связаны с причинением вреда животным. Так как андроиды не способны к эмпатии, их реакция радикально отличается от реакции людей. Более простой тест Бонелли определяет скорость рефлекторной реакции ганглиев грудного отдела спинного мозга.
Мерсеризм  — распространённое на Земле религиозно-философское движение будущего. Оно основано на легендах об Уилбере Мерсере, человеке, жившем до войны. Последователи мерсеризма сжимают рукоятки электронного прибора под названием «эмпатоскоп» и смотрят на его экран, коллажи на котором не имеют смысла для стороннего наблюдателя. При контакте с эмпатоскопом чувства и сознание зрителя воспринимают мир Мерсера, где как бы сливаются с ним и со всеми остальными, кто пользуется прибором в данный момент. Мерсеризм объединяет архетип умирающего и воскресающего божества с этическими ценностями единения и сочувствия. По легенде, Уилбер Мерсер обладал даром оживления погибших животных, но власти сперва запретили ему использовать эту способность, а потом и уничтожили позволявшую делать это аномалию в мозгу радиоактивным кобальтом. Из-за этого Мерсер попал в Загробный мир (Tomb world). Мерсер пытается остановить распад Загробного мира и вернуться на Землю, карабкаясь на вершину огромного холма под ударами брошенных в него камней. Но даже если он достигает вершины, его сбрасывают обратно в Загробный мир и восхождение начинается снова.
Ещё одно ключевое устройство в книге — модулятор настроения Пенфилда (названный в честь невролога Уайлдера Пенфилда). С помощью модулятора пользователь может выбрать себе настроение, набрав числовой код на панели устройства. Примеры из книги включают «деловое, профессиональное отношение к работе», «удовольствие от признания превосходства мужского здравомыслия в любых жизненных ситуациях», «шестичасовую депрессию с уклоном в самобичевание», «желание смотреть любую телепередачу», код 3, вызывающий желание выбирать настроение с помощью модулятора и др. У многих пользователей есть ежедневный график выбора настроений.
Самая известная культурная икона Земли в «Андроидах» — Бастер Френдли (букв. Дружелюбный), ведущий развлекательного ток-шоу. Оно транслируется по радио и телевидению по 23 часа в сутки, из чего следует, что Бастер — андроид. Он, по всей видимости, ведёт борьбу с мерсеризмом за контроль над умами людей, вплоть до прямых нападок на мерсеризм.

### Краткое содержание
Перед самым началом истории романа лучший охотник за головами Сан-Франциско и окрестностей Дейв Холден был тяжело ранен андроидом, оснащённым искусственным мозгом новейшей модели «Нексус-6». Всего на Землю нелегально прибыло восемь андроидов c мозгом данного типа, охотнику Рику Декарду поручено найти и усыпить оставшихся шестерых. Задача усложняется тем, что данный тип андроидов обладает сверхинтеллектом и довольно сложно отличить андроидов с мозгом «Нексус-6» от обычных людей.
Декард рассчитывает потратить премиальные за это задание на покупку живой овцы, так как уход за искусственным животным — электроовцой — вызывает у него психологический дискомфорт. Тем временем, его жена также переживает кризис, она не выходит из дома, изо дня в день модулируя себе депрессию на специальном модуляторе настроения.
Перед началом охоты Декард летит в Сиэтл на встречу с представителями корпорации Роузена — производителями искусственного мозга «Нексус-6», — чтобы убедиться, что тест Войта — Кампфа работает и для этой новой модели. Там он встречается с Рейчел Роузен, которая представляется как наследница компании. Рейчел первой проходит тест, который показывает, что она андроид. Тем не менее Роузены сообщают Декарду, что Рейчел провела первые четырнадцать лет своей жизни на борту космического корабля; у неё шизоидное расстройство личности, она — человек, а не андроид, следовательно, тест Войта — Кампфа несостоятелен и необходим новый тест. Декард проводит последнюю проверку, говоря Рейчел, что его портфель сделан из кожи ребёнка, и её запоздалая реакция позволяет ему убедиться, что она всё-таки андроид. Декард возвращается к работе, но его уверенность в принципиальном отличии андроидов от людей подорвана.
Декард обыскивает квартиру первого андроида из своего списка, Макса Полокова. Затем встречается с агентом Русского отдела Всемирного полицейского управления Шандором Кадали, который внезапно оказывается Полоковым. Декарду удаётся застрелить андроида из своего «Магнума» 38-го калибра (автор, наверное, имел в виду револьвер калибра 357 magnum, ведь тот имеет сходный диаметр пули с пулей калибра 38 special), когда тот набросился на него в кабине ховера. Следующей в его списке значится оперная певица Люба Люфт. Попытка проверить её на тесте Войта — Кампфа проваливается, так как Люба вызывает полицию, обвинив Декарда в сексуальных домогательствах. Декарда доставляют в управление, о существовании которого он даже и не подозревал. Там его поручают офицеру Гарленду, который, как обнаруживается, есть в декардовском списке на усыпление. Для того чтобы понять, что происходит, вызывают охотника за головами Фила Реша, который приписан к управлению. После того как анализом костного мозга подтверждается, что Полоков был андроидом, Реш и Гарленд вступают в спор о целесообразности применении теста Бонелли к сотрудникам управления. Реш выходит за оборудованием, а Гарленд признаётся Декарду, что он и все сотрудники его управления, включая Реша, являются андроидами, проникшими на Землю с Марса. Однако, по словам Гарленда, Реш ещё не знает, что он сам и все его коллеги — андроиды, так как ему вживили искусственную память. После этого Гарленд достаёт лазерный пистолет, но колеблется, применять ли его. Реш возвращается, убивает Гарленда и вместе с Декардом покидает управление.
После того как они вдвоём усыпляют Любу Люфт, Декард проводит тест Войта — Кампфа на Реше, который уже и сам боится, что он андроид. Декард же в этом почти уверен, видя, с какой готовностью и удовольствием Реш усыпляет андроидов, но результаты теста не подтверждают его подозрения. Декард всё более обеспокоен тем сочувствием, которое вызывают у него андроиды, в особенности женщины. В депрессии он покупает в кредит козу чёрной нубийской породы, потратив все премиальные на первый взнос.
Последние три андроида с мозгом модели «Нексус-6» скрываются в заброшенном пригородном доме вместе с Джоном Изидором, «пустоголовым» (так называют людей, чей мозг слишком пострадал от радиации; им запрещено эмигрировать с Земли). Изидор относится к андроидам дружелюбно, хотя они относятся к нему безразлично. Отняв у Джона Изидора найденного им живого паука, они, не задумываясь и не обращая внимания на протесты Джона, отрывают пауку лапки одну за одной, чтобы проверить, сколько ему нужно, чтобы передвигаться.
Начальник Декарда настаивает, чтобы он усыпил оставшихся трёх «анди» (так пренебрежительно называют андроидов) в тот же день, пока они не перебрались в другое место. Декард решает, что ему нужна помощь Рейчел Роузен и назначает ей встречу в отеле в Сан-Франциско. При встрече они пьют настоящий довоенный бурбон и после беседы о трёх оставшихся андроидах занимаются сексом. Рейчел признаётся, что спала со многими охотниками за головами и все они, кроме Фила Реша, оставили работу. Тогда Декард грозится убить её, но осознаёт, что не может. Роузены добились определённого успеха, но Декард всё же продолжает своё задание.
Декард прибывает в дом Изидора, чтобы «усыпить» оставшихся андроидов. Появляется Мерсер и даёт Декарду силы убить Прис Стрэттон — точную копию Рейчел. После этого Декард легко усыпляет двух оставшихся андроидов. Вернувшись домой, он узнаёт, что Рейчел убила козу, столкнув её с крыши. Декард отправляется в последнее путешествие на своём ховере, в орегонскую пустыню. Там он поднимается на холм, подобно Мерсеру, но в него попадает камень, и он идёт обратно к машине. По пути он находит живую жабу (в каталоге Сидни жабы обозначены как вымерший вид) и возвращается домой. Но дома его жена Айрен обнаруживает, что жаба искусственная. Когда Декард засыпает, она заказывает для жабы фунт электромух.

## Награды
Роман «Мечтают ли андроиды об электроовцах?» был номинирован на «Небьюлу» 1968 года. В 1998 году он занял 51-е место в списке «Лучшие НФ-романы всех времён до 1990 года» (Locus Poll Award).

## Экранизации

### Фильм
Писатель Филип Дик публично раскритиковал сценарий, предложенный первоначальным сценаристам Фэнчером, и студия отправила ему сценарий, переписанный Дэвидом Пиплзом. Дик одобрил сценарий и 20 минут визуальных эффектов, которые подготовили специально для него.
Позже тяжелобольной Дик, умерший в год выхода фильма (1982), стал одним из первых зрителей фильма. Фильм произвёл на него большое впечатление, он посчитал, что сценарий прекрасно увязан с книгой, а будущее, которое воплотил на экране режиссёр Ридли Скотт, именно такое, каким он его себе и представлял. Добавив, что на экране он увидел свой внутренний мир. В Рутгере Хауэре он увидел идеальное воплощение ницшеанского сверхчеловека — «ледяное, арийское, безупречное».

### Телесериал
На основе романа, а также рассказа Дика «Мы вам всё припомним» (1966) был снят телесериал «Вспомнить всё 2070».